# USS Odax (SS-484)
USS Odax (SS-484) là một  tàu ngầm lớp Tench được Hải quân Hoa Kỳ chế tạo vào giai đoạn cuối Chiến tranh Thế giới thứ hai. Nó là chiếc tàu chiến duy nhất của Hải quân Hoa Kỳ được đặt cái tên này, theo tên một loài trong họ Odacidae thuộc một bộ cá vây tia. Nhập biên chế năm 1945, nó hoàn tất quá trễ để có thể phục vụ trong Thế Chiến II, nhưng đã phục vụ trong giai đoạn Chiến tranh Lạnh và lần lượt được hiện đại hóa trong khuôn khổ các dự án GUPPY I vào năm 1947 và GUPPY II vào năm 1951. Nó xuất biên chế vào năm 1972, rồi được chuyển cho Brazil và tiếp tục hoạt động cùng Hải quân Brazil như là chiếc Rio de Jainero (S-13) cho đến khi ngừng hoạt động năm 1978 và bị tháo dỡ vào năm 1981.

## Thiết kế và chế tạo

### Thiết kế
Lớp tàu ngầm Tench là sự cải tiến tiếp theo của các lớp tàu ngầm hạm đội   Balao và   Gato, vốn đã chứng minh thành công trong hoạt động chống Nhật Bản tại Mặt trận Thái Bình Dương. Lớp tàu này, tích lũy những kinh nghiệm trong giai đoạn đầu của cuộc xung đột, là lớp tàu ngầm cuối cùng được Hải quân Hoa Kỳ chế tạo trong chiến tranh.
Những chiếc lớp Tench có chiều dài 311 ft 9 in (95,02 m), mạn tàu rộng 27 ft 4 in (8,33 m) và mớn nước tối đa 17 ft (5,2 m), có trọng lượng choán nước 1.570 tấn Anh (1.600 t) khi nổi và 2.414 tấn Anh (2.453 t) khi lặn. Chúng trang bị bốn động cơ diesel Fairbanks-Morse 38D8-⅛ 10-xy lanh chuyển động đối xứng, dẫn động máy phát điện để cung cấp điện năng cho hai động cơ điện, đạt được công suất 5.400 shp (4.000 kW) cho phép di chuyển với tốc độ tối đa 20,25 hải lý trên giờ (37,50 km/h) khi nổi. Khi hoạt động ngầm dưới nước, chúng được cung cấp điện từ hai dàn ắc-quy Sargo 126-cell để vận hành hai động cơ điện Elliott lõi kép tốc độ chậm, có công suất 2.740 shp (2.040 kW) và đạt tốc độ tối đa 8,75 kn (16,21 km/h). Tầm xa hoạt động là 16.000 hải lý (30.000 km) khi đi trên mặt nước ở tốc độ 10 kn (19 km/h) và có thể hoạt động kéo dài đến 75 ngày; tuy nhiên khả năng hoạt động ngầm bị giới hạn bởi dung lượng điện ắc-quy, sẽ cạn trong 48 giờ khi di chuyển với tốc độ 2 kn (3,7 km/h). Chiếc tàu ngầm mang theo tiếp liệu đủ cho mười sĩ quan và 71 thủy thủ trong 75 ngày.
Lớp Tench được trang bị mười ống phóng ngư lôi 21 in (530 mm), gồm sáu ống trước mũi và bốn ống phía đuôi tàu, và mang theo tổng cộng 28 quả ngư lôi. Vũ khí trên boong tàu gồm một hải pháo 5 inch/25 caliber, một khẩu pháo phòng không Bofors 40 mm nòng đơn và một khẩu đội Oerlikon 20 mm nòng đôi, kèm theo hai súng máy .50 caliber.

### Chế tạo
Odax được đặt lườn tại Xưởng hải quân Portsmouth ở  Kittery, Maine vào ngày 4 tháng 12, 1944. Nó được hạ thủy vào ngày 10 tháng 4, 1945, được đỡ đầu bởi bà Luise Fogarty, phu nhân Dân biểu John E. Fogarty của tiểu bang Rhode Island, và được cho nhập biên chế cùng Hải quân Hoa Kỳ vào ngày 14 tháng 5, 1945 dưới quyền chỉ huy của Hạm trưởng, Trung tá Hải quân F. D. Walker, Jr.

## Lịch sử hoạt động

### USSOdax

#### 1940 - 1950
Sau khi hoàn tất việc chạy thử máy ngoài khơi Portsmouth, New Hampshire, Odax lên đường vào ngày 19 tháng 9, 1945 để đi sang vịnh Guantánamo, Cuba, nơi nó phục vụ cùng Đội Huấn luyện Hạm đội. Nó khởi hành vào ngày 30 tháng 10 để đi sang Key West, Florida, nơi nó phục vụ cùng Trường Sonar Hạm đội và hoạt động huấn luyện. Đến tháng 9, 1946, trong khuôn khổ khảo sát của Văn phòng Tàu chiến về tàu ngầm tốc độ cao, Odax được chọn để cải biến trong khuôn khổ dự án GUPPY I, và đã quay trở lại Xưởng hải quân Portsmouth để được nâng cấp. Công việc hoàn tất vào tháng 8, 1947, và Odax trở thành tàu ngầm GUPPY đầu tiên đi vào hoạt động. Nó quay trở lại Key West để tiến hành các hoạt động thử nghiệm phát triển.

#### 1950 - 1960
Vào tháng 8, 1951, một lần nữa Odax đi đến Xưởng hải quân Portsmouth để tiếp tục được nâng cấp lên tiêu chuẩn GUPPY II. Việc hiện đại hóa bao gồm bổ sung ống hơi để nâng cao khả năng đi ngầm dưới nước. Chiếc tàu ngầm đã lần đầu tiên sử dụng ống hơi trong thực hành chiến thuật vào mùa Xuân năm 1952. 
Từ năm 1952 đến năm 1955, Odax phục vụ cùng Lực lượng Phát triển Tác chiến và Trường Sonar Hải quân tại Key West, cũng như cùng Đội Huấn luyện Hạm đội tại căn cứ vịnh Guantánamo, Cuba. Trong năm 1956, nó nâng cấp trang bị theo thiết kế mới tại Xưởng hải quân Charleston, rồi lên đường đi sang vùng biển Bắc Đại Tây Dương vào tháng 12 để hoạt động cùng hạm đội Anh. Sang năm 1957, chiếc tàu ngầm tiếp tục hoạt động cùng Lực lượng Phát triển Tác chiến, và tham gia huấn luyện chiến thuật tàu ngầm cho học viên sĩ quan. 
Vào tháng 9, 1958, Odax được phái sang hoạt động cùng Đệ Lục hạm đội tại khu vực Địa Trung Hải. Trong chuyến đi này nó băng qua kênh đào Suez để tham gia cuộc tập trận của Khối CENTO trong biển Ả Rập. Sau khi quay trở về Hoa Kỳ, nó chuyển cảng nhà đến Charleston, South Carolina trong tháng 2, 1959, và trong năm 1960 đã hoạt động tuần tra tại Bắc Đại Tây Dương. 

#### 1960 - 1972
Vào tháng 8, 1960, Odax khởi hành từ Charleston cho một chuyến đi sang Nam Mỹ, và đã thực hành cùng nhiều đơn vị hải quân các nước Nam Mỹ trong khuôn khổ cuộc tập trận UNITAS. Nó quay trở về vào tháng 12 để tiếp tục các hoạt động thường lệ tại chỗ. Từ năm 1961 đến năm 1964, nó tiến hành huấn luyện từ căn cứ Charleston, xen kẻ với những đợt đại tu và hiện đại hóa. Đến tháng 8, 1964, chiếc tàu ngầm lại được phái sang Nam Mỹ, đi vòng qua bán đảo lục địa này để tham gia các cuộc tập trận phối hợp với hải quân các nước Nam Mỹ trước khi quay trở về vào tháng 12. Từ năm 1965 đến năm 1967, nó hoạt động tại chỗ từ căn cứ Charleston.
Vào tháng 5, 1967, Odax được phái sang hoạt động tại vùng biển Bắc Âu. Sau khi quay trở về Charleston nó tiếp tục hoạt động thường lệ tại chỗ. Trong tháng 10 và tháng 11, nó phục vụ cùng Đội Huấn luyện Hạm đội tại căn cứ vịnh Guantánamo, Cuba trong tám tuần lễ. Đến tháng 2, 1968, con tàu đi vào Xưởng hải hải quân Charleston để được đại tu, và sau khi hoàn tất vào tháng 9, nó tiếp tục hoạt động tại khu vực Charleston. Vào tháng 1, 1969, nó tham gia các cuộc tập trận của hạm đội tại vùng biển Caribe, rồi sang tháng 3 lại được phái sang vùng biển Địa Trung Hải để tham gia các hoạt động của Khối NATO. Đến tháng 8, nó trở lại hoạt động tại chỗ trong khu vực Charleston.

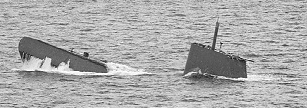
Odax đang hoạt động ngoài khơi Na Uy, năm 1970.

Odax đã xuất phát từ Charleston trong tháng 5, 1970 để tham gia một cuộc tập trận trong Khối NATO, kéo dài trong năm tháng. Đang khi nó hoạt động trong biển Na Uy, cảng nhà của con tàu được chuyển đến Key West, Florida. Sang năm 1971, nó tham gia thử nghiệm đánh giá hệ thống sonar mới SQS-26; cùng trong năm này chiếc tàu ngầm tham gia lễ hội Mardi Gras tại New Orleans, cũng như lặn để biểu diễn trước công chúng trong sông Mississippi. Nó đi đến căn cứ vịnh Guantánamo, Cuba vào tháng 8, 1971 để phục vụ thực hành huấn luyện cho các đơn vị Hoa Kỳ và khối NATO. Đến tháng 2, 1972, một lần nữa con tàu lặn biểu diễn trong sông Mississippi ở trung tâm New Orleans trong dịp lễ hội Mardi Gras. Sau đó trong tháng 3 và tháng 4, nó hỗ trợ cho hoạt động huấn luyện của các đơn vị NATO tại vùng biển Đông Đại Tây Dương.

### Rio de Janeiro(S-13)
Odax được cho xuất biên chế đồng thời rút tên khỏi danh sách Đăng bạ Hải quân Hoa Kỳ vào ngày 8 tháng 7, 1972. Con tàu được chuyển giao cho Brazil cùng ngày hôm đó, và tiếp tục hoạt động cùng Hải quân Brazil như là chiếc Rio de Janeiro (S-13). Chiếc tàu ngầm xuất biên chế năm 1978 và bị bán để tháo dỡ năm 1981.